# مجاعة
المجاعة هي ندرةٌ في الغذاء على نطاقٍ واسعٍ، وهي مصدر كلمة جاع في اللغة، تسببها عدة عوامل مثل الحرب، والتضخم، وفشل المواسم الزراعية، وعدم توازن السكان أو السياسات الحكومية وغيرها. هذه الظاهرة عادةً ما ترتبط بالتوسع إقليميًا، وانتشار الأوبئة، وازدياد معدل الوفيات. شهدت كل القارات مجاعاتٍ على مر التاريخ والعصور. في القرنين التاسع عشر والعشرين، كان جنوب شرق وجنوب آسيا عمومًا، وكذلك شرق ووسط أوروبا، يعانيان من أكبر عددٍ من الوفيات بسبب المجاعة، وبدأت الوفيات بسبب المجاعة بالانخفاض بشكلٍ حادٍ في سبعينيات القرن الماضي.
ولا تزال بعض البلدان، ولا سيما في أفريقيا وجنوب الصحراء الكبرى تعاني من حالاتٍ شديدةٍ من المجاعة، فمنذ عام 2010م كانت أفريقيا أكثر القارات تأثراً في العالم، واعتبارًا من عام 2017م حذرت الأمم المتحدة من أن 20 مليون شخص معرضون لخطر المجاعة في جنوب السودان والصومال ونيجيريا واليمن. وفي 8 نوفمبر 2021م، حذر برنامج الأغذية العالمي من أن 45 مليون شخصٍ على شفى المجاعة في 43 دولة، وأصبحت أفغانستان أكبر أزمة إنسانية في العالم، حيث تجاوزت احتياجات البلدان الأخرى الأكثر تضررًا مثل إثيوبيا وجنوب السودان وسوريا وحتى اليمن.

## تعريفها
وفقاً للمعايير الإنسانية للأمم المتحدة، "حتى إذا كان هناك نقصٌ في الأغذية مع وجود أعدادٍ كبيرةٍ من الأشخاص الذين يفتقرون إلى التغذية، لا يتم الإعلان عن المجاعة إلا عند معايير معينةٍ للوفيات وسوء التغذية والجوع"، والمعايير هي:
1. عندما يواجه ما لا يقل عن 20% من الأسر في منطقةٍ ما نقصًا حادًا في الغذاء مع قدرةٍ محدودةٍ على التأقلم.
2. عند انتشار سوء التغذية الحاد في الأطفال بنسبة تتجاوز 30%.
3. عند تجاوز معدل الوفيات شخصين لكل 10,000 شخصٍ في اليوم.

ولا يحمل إعلان المجاعة أية التزاماتٍ على الأمم المتحدة أو الدول الأعضاء، ولكنه يعمل على تركيز الاهتمام العالمي على المشكلة.

## تاريخ المجاعة، حسب المنطقة

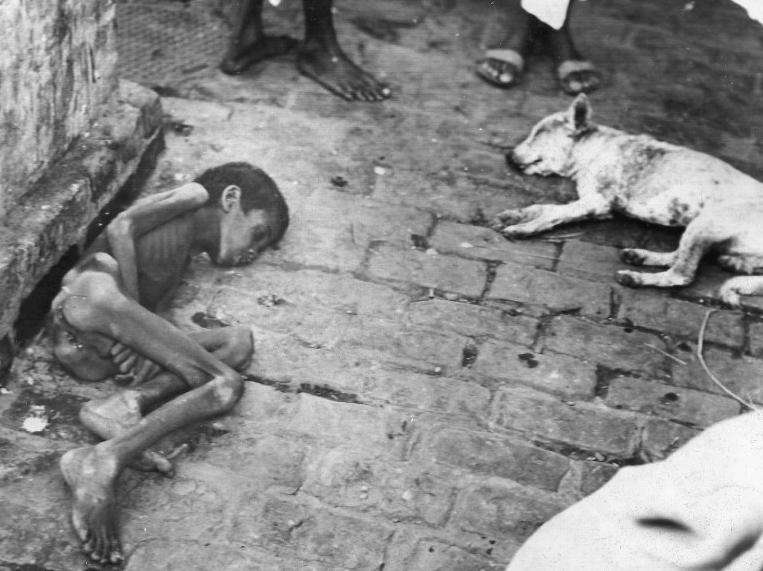
المجاعة في البنغال

مات خلال القرن العشرين نحو 70 مليون شخصٍ بسبب المجاعات في مختلف أنحاء العالم. من بينهم ما يقدر بنحو 30 مليون لقوا مصرعهم خلال مجاعة الصين الكبرى في الفترة 1958م-1961م. وشملت المجاعات الأخرى الأكثر شهرةً في القرن العشرين مجاعة البنغال في عام 1943م، والمجاعات في الصين في عام 1928م و1942م، وسلسلة من المجاعات في روسيا وأماكن أخرى في الاتحاد السوفيتي، بما في ذلك المجاعة السوفييتية من 1932م-1933م، الناجمة عن سياسات ستالين.
ومن المجاعات الكبرى في أواخر القرن العشرين كانت مجاعة بيافرا في ستينيات القرن العشرين، والمجاعة التي تسبب فيها جماعة الخمير الحمر في كمبوديا في سبعينيات القرن العشرين، والمجاعة الكورية الشمالية في التسعينات، والمجاعة الإثيوبية في 1983م-1985م.

## المجاعات في القرن الـ 21
حتى عام 2017م، كان معدل الوفيات الناتج عن المجاعة في جميع أنحاء العالم في تراجعٍ مستمرٍ. حيث ذكرت مؤسسة السلام العالمي أنه من سبعينيات القرن التاسع عشر إلى أواخر الثمانينات، قتلت مجاعاتٌ كبيرةً ما معدله 928,000 شخصًا في السنة. ومنذ عام 1980م، انخفضت الوفيات السنوية إلى 75,000 في المتوسط، أي أقل من 10% مما كانت عليه حتى السبعينيات. وقد تحقق هذا الانخفاض على الرغم من فقدان ما يقرب من 150,000 شخص في مجاعة الصومال في عام 2011م. ولكن، في عام 2017م، عادت الأمم المتحدة للإعلان عن تعرض حوالي 20 مليون شخصٍ للموت بسبب الجوع في نيجيريا، وفي جنوب السودان، وفي اليمن، وفي الصومال.

### المجاعة فيأفريقيا
في منتصف القرن 22 قبل الميلاد، أدى التغير المناخي المفاجئ والقصير الذي تسبب في انخفاض هطول الأمطار إلى عدة عقودٍ من الجفاف في صعيد مصر. ويعتقد أن المجاعة والنزاع المدني الناتج كان سببًا رئيسيًا لانهيار المملكة القديمة. وبحسب ما ورد في وصفٍ تاريخيٍ يعود للفترة الانتقالية المصرية الأولى فقد «كان الناس يموتون من الجوع في صعيد مصر وكان الناس يأكلون أطفالهم». وفي عام 1880م، امتدت المجاعة عبر منطقة الساحل بأكملها، وفي عام 1738م، توفي نصف سكان تمبوكتو بسبب المجاعة. كما شهدت مصر ستة مجاعاتٍ بين 1687م و1731م. كما أن الجوع الذي أصاب مصر عام 1784م، كلفها حوالي سدس سكانها. في حين شهدت المنطقة المغاربية المجاعة والطاعون في أواخر القرن الثامن عشر وأوائل القرن التاسع عشر. حيث شهدت طرابلس مجاعةً في عام 1784م، وفي تونس عام 1785م.
ووفقًا لجون أيليف، «تُظهر السجلات البرتغالية لأنغولا من القرن السادس عشر أن مجاعةً كبيرةً كانت تحدث في المتوسط كل سبعين عامًا؛ مصحوبةً بمرضٍ وبائيٍ، وتقتل ثلث أو نصف السكان، مما كان يؤدي إلى تدمير النمو الديموغرافي لجيلٍ كاملٍ، كما أدى ذلك أيضًا إلى إجبار المستعمرين للتراجع إلى الوديان النهرية.»
يرجع أول توثيقٍ للطقس في غرب وسط أفريقيا إلى ما بين منتصف القرن السادس عشر إلى القرن السابع عشر في مناطق مثل لواندا كونغو، ومع ذلك، لم يتم تسجيل الكثير من البيانات حول قضايا الطقس والمرض باستثناء بعض الوثائق. السجلات الوحيدة التي تم الحصول عليها كانت عن حوادث عنفٍ بين البرتغاليين والأفارقة خلال معركة ميبوالا في 1665م. في هذه الوثائق كتب البرتغاليون عن غاراتٍ أفريقية على التجار البرتغاليين فقط للحصول على الغذاء، مما يعطي علاماتٍ واضحةً على المجاعة. بالإضافة إلى ذلك، كانت حالات أكل لحوم البشر من قبل جاغا الإفريقية أكثر انتشارًا أيضًا خلال هذا الإطار الزمني، مما يشير إلى الحرمان الشديد من مصدرٍ غذائيٍ أولي.

#### الفترة الاستعمارية

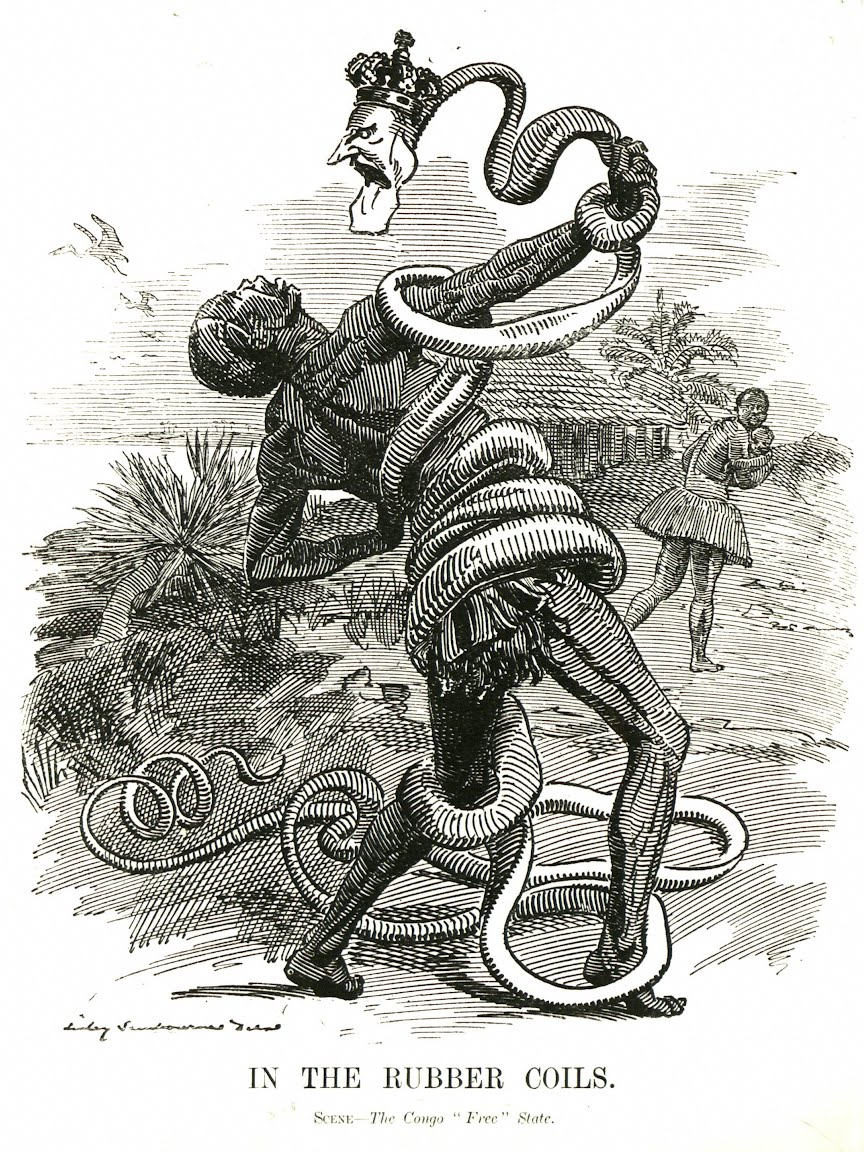
رسم كاريكاتوري لكمة عام 1906 يصور الملك ليوبولد الثاني على أنه ثعبان يتشابك مع رجل كونغولي

حدثت مجاعةٌ في الفترة من مطلع القرن العشرين في دولة الكونغو الحرة. أثناء تشكيل هذه الدولة، استخدم ليوبولد معسكرات العمال الجماعية لتمويل إمبراطوريته. وقد أدت هذه الفترة إلى وفاة ما يصل إلى 10 ملايين كونغولي من الوحشية والمرض والمجاعة. وكثيرًا ما تسببت بعض جهود «التهدئة» الاستعمارية في مجاعةٍ شديدةٍ، لا سيما مع قمع ثورة مجي Maji في تنجانيقا في عام 1906م. وأدى إدخال المحاصيل النقدية مثل القطن، والتدابير القسرية لإجبار المزارعين على زراعة هذه المحاصيل، إلى إفقار الفلاحين في بعض الأحيان في العديد من المناطق، مثل شمال نيجيريا، مما ساهم في زيادة التعرض للمجاعة وقوع الجفاف الشديد في عام 1913م.
كما حدثت مجاعة واسعة النطاق في إثيوبيا في عام 1888م وسنواتٍ لاحقةً، مثل طاعون الأبقار، الذي أدخل إلى إريتريا بواسطة الماشية المصابة، وامتدت جنوبًا لتصل في نهاية المطاف إلى جنوب أفريقيا. وفي إثيوبيا، قُدِّر أن 90 في المائة من القطيع الوطني قد مات، مما جعل المزارعين والرعاة الأغنياء معدمين بين عشيةٍ وضحاها. تزامن ذلك مع الجفاف المرتبط بموجة النينو، وأوبئة الجدري البشرية، وحروبٍ شديدةٍ في العديد من البلدان. أما المجاعة الإثيوبية الكبرى فقد أصابت إثيوبيا منذ عام 1888م إلى عام 1892م وكلفتها حوالي ثلث سكانها. أما في السودان، فيُذكر عام 1888م على أنه أسوأ مجاعةٍ في التاريخ، بسبب هذه العوامل، وكذلك الأضرار التي فرضتها الدولة المهدية.

#### القرن العشرون
بالنسبة لمنتصف القرن العشرين، لم يعتبر المزراعون والاقتصاديون والجغرافيون أفريقيا معرضةً خصوصًا للمجاعة. في الفترة من 1870م إلى 2010م، وقعت 87 في المائة من الوفيات الناجمة عن المجاعة في آسيا وأوروبا الشرقية، و9.2 في المائة فقط في أفريقيا. كانت هناك أمثلة مضادة ملحوظة، مثل المجاعة في رواندا خلال الحرب العالمية الثانية ومجاعة مالاوي في عام 1949م، ولكن معظم المجاعات كانت محليةً وقصيرةً بسبب نقص الغذاء. ورغم أن الجفاف كان قصيرًا، فإن السبب الرئيسي للوفاة في رواندا يرجع إلى الامتيازات التي فرضتها السلطات البلجيكية في الحصول على الحبوب من مستعمرتها (رواندا). وكان هذا الاستحواذ على الحبوب مرتبطٌ بالحرب العالمية الثانية. وقد تسبب هذا إلى جانب الجفاف في هلاك 300000 روانديٍ.
ومنذ عام 1967م إلى عام 1969م، وقعت مجاعةٌ واسعة النطاق في بيافرا في نيجيريا بسبب الحصار الحكومي للأراضي الانفصالية ويقدر أن 1.5 مليون شخصٍ ماتوا بسبب الجوع بسبب هذه المجاعة. بالإضافة إلى ذلك، تسبب الجفاف والتدخل الحكومي في الإمدادات الغذائية في وفاة 500 ألف أفريقيٍ في وسط وغرب إفريقيا.
تكررت المجاعة في أوائل السبعينات، عندما عانت إثيوبيا وساحل أفريقيا الغربية من الجفاف والمجاعة. كانت المجاعة الإثيوبية في ذلك الوقت مرتبطةٌ ارتباطًا وثيقًا بأزمة الإقطاعية في ذلك البلد، وساعدت في سقوط الإمبراطور هيلا سيلاسي. ارتبطت المجاعة في منطقة الساحل بأزمة الرعي التي تنمو ببطءٍ في أفريقيا، والتي شهدت انخفاضًا كبيرًا في أعداد الماشية.
ومنذ ذلك الحين، والمجاعات الأفريقية أصبحت أكثر تكرارًا وأكثر انتشارًا وأكثر شدةً، فقد شهدت السودان بعض المجاعات في أواخر السبعينيات، ومرةً أخرى في عامي 1990م و 1998م. كما حدثت مجاعةٌ في كاراموجا بأوغندا في عام 1980م، والتي تعتبر الأسوأ من حيث معدلات الوفيات في التاريخ. حيث توفي 21% من السكان، بما في ذلك 60% من الرضع. كما شهدت الثمانينيات، حدوث جفافٍ كبيرٍ متعدد الطبقات في مناطق السودان والساحل الأفريقي، تسبب في المجاعة، لأنه على الرغم من أن الحكومة السودانية اعتقدت بوجود فائضٍ من الحبوب، إلا أنه ظهر هناك عجزٌ محليٌ في جميع أنحاء البلاد.
في تشرين الأول/ أكتوبر 1984م، كانت التقارير التليفزيونية التي تصف المجاعة الإثيوبية بأنها «توراتية»، قد أثارت حفلات الموسيقى الحية في لندن وفيلادلفيا، وجمعت مبالغ كبيرةً كتبرعاتٍ للتخفيف من المعاناة. وكان السبب الرئيسي للمجاعة هو أن إثيوبيا (والقرن المحيط بها) كانت لا تزال تتعافى من الجفاف الذي حدث في منتصف السبعينيات. ومما زاد من حدة هذه المشكلة القتال المتقطع بسبب الحرب الأهلية، وغياب الحكومة عن التنظيم في تقديم الإغاثة، واحتضان الإمدادات للسيطرة على السكان. في نهاية المطاف، توفي أكثر من مليون إثيوبيٍ وعانى أكثر من 22 مليون شخصٍ بسبب الجفاف الطويل الذي استمر حوالي عامين.
في عام 1992م، أصبحت الصومال منطقة حربٍ بلا حكومةٍ أو شرطةٍ أو خدماتٍ أساسيةٍ فعالةٍ بعد انهيار الديكتاتورية بقيادة سياد بري، وانقسام السلطة بين أمراء الحرب. تزامن ذلك مع جفافٍ كبيرٍ، مما تسبب في وفاة أكثر من 300000 صوماليٍ.

#### السنوات الأخيرة
منذ بداية القرن الحادي والعشرين، أدت إجراءات الإنذار المبكر والاستجابة الإنسانية الأكثر فعاليةً إلى خفض عدد الوفيات بسبب المجاعة بصورةٍ ملحوظةٍ. ومع ذلك، فإن العديد من البلدان الأفريقية لازالت غير مكتفية ذاتيًا في إنتاج الغذاء، ومعتمدة على دخلها على المحاصيل النقدية لاستيراد الغذاء. كما أن الزراعة في أفريقيا عرضةٌ للتقلبات المناخية، ولا سيما الجفاف الذي يمكن أن يقلل من كمية الأغذية المنتجة محليًا. ومن المشاكل الزراعية الأخرى تدهور التربة وتدهور الأراضي والتعرية وأسراب الجراد الصحراوي التي يمكن أن تدمر محاصيل كاملةً وأمراض الماشية. وتعتبر التصحر مشكلةً متزايدة النمو، حيث تنتشر الصحراء على نطاقٍ يصل إلى 48 كيلومترًا (30 ميلًا) سنويًا. وقد نجمت المجاعات الأكثر خطورةً عن مزيجٍ من الجفاف، والسياسات الاقتصادية الخاطئة، والحروب. فمجاعة 1983م-1985م في إثيوبيا، على سبيل المثال، كانت نتيجة جميع هذه العوامل الثلاثة، التي ازدادت سوءًا بسبب رقابة الحكومة الشيوعية على الأزمة الناشئة. وفي السودان، وفي نفس التاريخ، اقترن الجفاف والأزمة الاقتصادية بإنكار أي نقصٍ في الغذاء من قبل حكومة الرئيس جعفر نميري في ذلك الوقت، لخلق أزمةٍ أودت بحياة 250.000 شخصٍ، وساعدت في إحداث انتفاضةٍ شعبيةٍ أطاحت بالنميري.
وهناك عوامل عديدة تجعل حالة الأمن الغذائي في أفريقيا ضعيفةً، بما في ذلك عدم الاستقرار السياسي والصراع المسلح والحروب الأهلية والفساد وسوء الإدارة في التعامل مع الإمدادات الغذائية، والسياسات التجارية التي تضر بالزراعة. وكمثالٍ على المجاعة التي خلقتها انتهاكات حقوق الإنسان هي مجاعة السودان عام 1998م. كما أن للإيدز آثارًا اقتصاديةً طويلة الأجل على الزراعة من خلال الحد من القوى العاملة المتاحة، ويخلق نقاط ضعفٍ جديدة للمجاعة من خلال إثقال كاهل الأسر الفقيرة. وفي التاريخ الحديث لأفريقيا، كانت ولازالت المجاعات مصدرًا رئيسيًا لعدم الاستقرار السياسي الحاد. وفي حال استمر الارتفاع الحالي للنمو السكاني وتدهور التربة، فقد تكون القارة قادرةً على إطعام 25% فقط من سكانها بحلول عام 2025م، وفقاً لمعهد الموارد الطبيعية في إفريقيا التابع لجامعة الأمم المتحدة في أفريقيا.

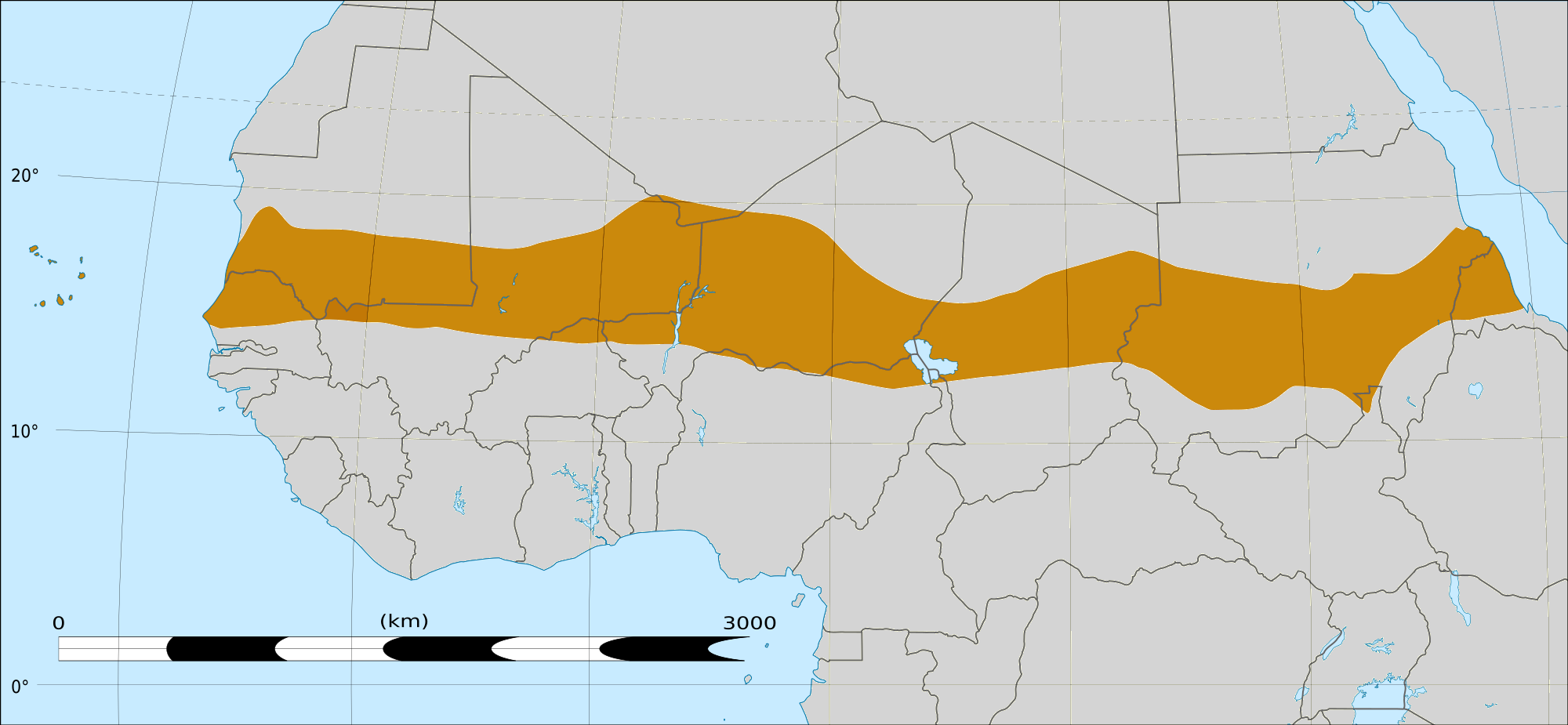
المناطق المتضررة من المجاعة في حزام الساحل الغربي خلال الجفاف في عام 2012.

تشمل المجاعات الأخيرة في أفريقيا أزمة الغذاء في النيجر 2005م-2006م، ومجاعة الساحل 2010م، والجفاف في شرق أفريقيا 2011م، حيث تسبب خسارة موسمان مطريان متتاليان في حدوث أسوأ جفافٍ في شرق أفريقيا خلال 60 عامًا. تشير التقديرات إلى وفاة ما بين 50.000 و150.000 شخصٍ خلال هذه الفترة. وفي عام 2012م، أدى الجفاف في منطقة الساحل إلى تعرض أكثر من 10 ملايين شخص في منطقة الساحل الغربي لخطر المجاعة (وفقًا لما ذكره خبير المعونة في منظمة الإغاثة الميثودية للتنمية)، بسبب موجة الحر التي استمرت لمدة شهرٍ.
حاليًا، تنتشر المجاعة على نطاقٍ واسعٍ في أفريقيا جنوب الصحراء الكبرى، ولكن مع استنزاف الموارد الغذائية، والإفراط في استخراج المياه الجوفية، والحروب، والصراعات الداخلية، والفشل الاقتصادي، لا تزال المجاعة مشكلةً عالميةً يعاني منها مئات الملايين من الناس. لقد تسببت هذه المجاعات إلى سوء التغذية والإفقار على نطاقٍ واسعٍ. وعلى الرغم من أن مجاعة إثيوبيا في الثمانينيات نجم عنها حصيلةٌ هائلةٌ من الوفيات، فإن المجاعات الآسيوية في القرن العشرين قد أنتجت أيضًا أعدادًا كبيرةً من الضحايا. تتصف المجاعات الإفريقية الحديثة بالعوز وسوء التغذية على نطاقٍ واسعٍ، حيث يقتصر ارتفاع معدل الوفيات على الأطفال الصغار. وكشف تقرير تم نشره في عام 2022م أن 750 ألف رجلٍ وامرأةٍ وطفلٍ يواجهون حاليًا المجاعة والموت في اليمن والصومال وأفغانستان وإثيوبيا وجنوب السودان.

#### المبادرات الحالية
تم إطلاق مبادراتٍ لمعالجة مشكلة الأمن الغذائي مثل الجدار الأخضر الكبير و«نهج التنمية المجتمعية» للتنمية الزراعية، وهو برنامجٌ للمنظمات غير الحكومية يهدف إلى توفير نهجٍ بديلٍ لزيادة الأمن الغذائي في أفريقيا. والذي ينفذ عبر مجالاتٍ محددةٍ للتدخل مثل إدخال المحاصيل المقاومة للجفاف والطرق الجديدة لإنتاج الغذاء مثل الغابات الزراعية. وقد انتشرت في إثيوبيا في التسعينيات وفي كلٍ من ملاوي وأوغندا وإريتريا وكينيا. وفي تحليلٍ للبرنامج من قبل معهد التنمية في الخارج، تم التركيز على بناء القدرات الفردية والجماعية. وهذا يمكّن المزارعين من التأثير ودفع التنمية الخاصة بهم من خلال المؤسسات التي تديرها المجتمعات المحلية، مما يضمن الأمن الغذائي لأسرهم ومنطقتهم.

#### دورمنظمة الوحدة الأفريقية
لقد كان تنظيم الوحدة الأفريقية ودورها في الأزمة الأفريقية مهمًا في الجوانب السياسية للقارة، وخاصةً تحرير الأجزاء المحتلة منها والقضاء على العنصرية. نجحت المنظمة في هذا المجال ولكن لم تنجح في المجالات الاقتصادية. ووافق القادة الأفارقة على التنازل عن دور منظمتهم في التنمية للأمم المتحدة من خلال اللجنة الاقتصادية لأفريقيا "ECA" ([48]).

### المجاعة في آسيا

#### الصين

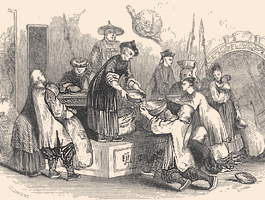
المسؤولون الصينيون يشاركون في إغاثة المجاعة، نقش القرن التاسع عشر

احتفظ العلماء الصينيون بحوالي 1,828 حالة مجاعة من 108 قبل الميلاد إلى 1911 في مقاطعة واحدة أو أخرى - بمعدل يقترب من مجاعة واحدة في السنة. من 1333 إلى 1337 تسببت المجاعة الرهيبة في مقتل 6 ملايين صيني. ويقال إن المجاعات الأربعة في 1810 و1811 و1846 و1849 قد قتلت ما لا يقل عن 45 مليون شخص. أما في اليابان فقد شهدت أكثر من 130 مجاعة بين عامي 1603 و1868.
شهدت الفترة من 1850 إلى 1873، تمرد تايبينغ والجفاف والمجاعة، فانخفض عدد سكان الصين بأكثر من 30 مليون شخص. وبسبب بيروقراطية أسرة تشينغ الصينية، التي كرست اهتمامًا واسعًا لتقليل المجاعات، فقد جنبت البلاد سلسلة من المجاعات إثر الجفاف والفيضانات المرتبطة بتذبذب ظاهرة النينيو الجنوبية. يمكن مقارنة هذه الأحداث، وإن كانت أصغر إلى حد ما في الحجم، إلى الأحداث الإيكولوجية المسببة لمجاعات الصين الواسعة في القرن التاسع عشر. نفذت أسرة كوينغ الصين جهودها للإغاثة، والتي شملت شحنات كبيرة من المواد الغذائية، بشرط أن يفتح الأغنياء مخازنهم للفقراء، وتنظيم الأسعار، كجزء من ضمان الدولة للكفاف للفلاحين (المعروف باسم مينغ شنغ).
عندما تحولت الملكية المجهدة من إدارة الدولة والشحنات المباشرة للحبوب إلى مؤسسة خيرية نقدية في منتصف القرن التاسع عشر، انهار النظام. وهكذا تم تخفيف المجاعة في الفترة من 1867 إلى 1868 في ظل استعادة «تونغ تشى» للحكم، لكن مجاعة شمال الصين الكبرى في الفترة 1877-1878، الناجمة عن الجفاف في شمال الصين، كانت كارثية. تم إخلاء مقاطعة شانشي إلى حد كبير مع نفاد الحبوب، انتشار المجاعة وخروج الناس من منازلهم إلى الغابات والحقول من أجل الطعام. ويقدر معدل الوفيات بين 9.5 و13 مليون شخص.
وكذلك حدثت مجاعات في الصين خلال الأعوام 1959-1961 وأودت بحياة ما بين 15 و30 مليون نسمة.

##### القفزة الكبرى إلى الأمام
كانت المجاعة الكبرى في القرن العشرين، وبالتأكيد تقريباً في كل العصور، مجاعة القفزة الكبرى للأعوام 1958-1961 في الصين. تكمن الأسباب المباشرة لهذه المجاعة في محاولة ماو تسي تونغ المشؤومة لتحويل الصين من دولة زراعية إلى قوة صناعية في قفزة هائلة واحدة. أصر كوادر الحزب الشيوعي في جميع أنحاء الصين على أن الفلاحين يتخلون عن مزارعهم في المزارع الجماعية، ويبدأون في إنتاج الفولاذ في المسابك الصغيرة، وغالبا ما يذوبون أدواتهم الزراعية في هذه العملية. أدى منهج الملكية لجماعية لوسائل الإنتاج إلى تقويض العمالة والموارد في الزراعة؛ إلى جانب الخطط غير الواقعية لإنتاج المعادن واستنزاف العمالة المطلوبة؛ وكذلك الظروف الجوية غير المواتية؛ كما شجعت قاعات الطعام المجتمعية على الإفراط في الاستهلاك من الطعام المتاح. إلى جانب ذلك كانت هناك سيطرة مركزية على المعلومات والضغط الشديد على كوادر الحزب للإبلاغ عن الأخبار الجيدة فقط - مثل حصص الإنتاج التي تم الوفاء بها أو تجاوزها - حيث تم قمع المعلومات حول الكارثة المتصاعدة فعليًا. عندما أصبحت القيادة على دراية بحجم المجاعة، لم تفعل الكثير للاستجابة، وواصلت حظر أي نقاش حول الجائحة. كان هذا القمع الشامل للأخبار فعالا جدا لدرجة أن القليل جدا من المواطنين الصينيين كانوا على دراية بحجم المجاعة، وأصبحت أكبر كارثة ديمغرافية في زمن السلم في القرن العشرين معروفة على نطاق واسع بعد عشرين عاما، عندما بدأ رفع الحجب.
من الصعب تحديد العدد الدقيق لوفيات المجاعة خلال 1958-1961، وتتراوح التقديرات من 18 إلى ما لا يقل عن 42 مليون شخص، مع حوالي 30 مليون حالة إلغاء أو تأخير في الولادة. انتهت سياسة ماو الزراعية في عام 1978. ولم تشهد الصين مجاعة بنسب القفزة العظيمة للأمام منذ عام 1961.

### الخمير الحمر
في عام 1975، سيطر الخمير الحمر على كمبوديا بقيادة بول بوت، الذي كان يرغب في تحويل كمبوديا إلى يوتوبيا شيوعية وزراعية. قام نظامه بتفريغ المدن، وإلغاء العملة والممتلكات الخاصة، وأجبر سكان كمبوديا على الاستعباد في المزارع الجماعية. في أقل من أربع سنوات، أعدم الخمير الحمر ما يقرب من 1.4 مليون شخص، معظمهم يعتقد أنهم يشكلون تهديدًا للأيديولوجية الجديدة.
بسبب فشل سياسات الإصلاح الزراعي للخمير الحمر، شهدت كمبوديا مجاعة واسعة النطاق. مات أكثر من مليون شخص بسبب الجوع والمرض والإعياء الناتج عن هذه السياسات. في عام 1979 غزت فيتنام كمبوديا وأخرجت الخمير الحمر من السلطة. وبحلول ذلك الوقت، قُتل حوالي ربع سكان كمبوديا.

#### الهند
نظرا لاعتمادها بالكامل تقريبا على الأمطار الموسمية، كانت الهند عرضة للتلف محاصيلها، والتي أدت إلى تعميق المجاعة كان هناك 14 مجاعة في الهند بين القرنين الحادي عشر والسابع عشر (بهاتيا، 1985). على سبيل المثال، خلال 1022-1033 أخلت المجاعات الكبرى في الهند مقاطعات بأكملها. وتسببت المجاعة في ديكان في مقتل ما لا يقل عن مليوني شخص في 1702-1704. بي ام. بهاتيا تعتقد أن المجاعات السابقة كانت محلية، وأنه بعد عام 1860، أثناء الحكم البريطاني، كانت المجاعة تؤكد على النقص العام في المواد الغذائية في البلاد. كان هناك ما يقرب من 25 مجاعة رئيسية تنتشر عبر ولايات مثل تاميل نادو في الجنوب، وبيهار والبنغال في الشرق خلال النصف الأخير من القرن التاسع عشر.
يقول رومش دوت في وقت مبكر من عام 1900، ويوافق علماء حاليون مثل Amartya Sen، على أن بعض المجاعات التاريخية كانت نتاجًا للأمطار غير المتساوية والسياسات الاقتصادية والإدارية البريطانية، التي أدت منذ عام 1857 إلى مصادرة وتحويل الأراضي الزراعية إلى المزارع الأجنبية، والقيود المفروضة على التجارة الداخلية، والضرائب الثقيلة على المواطنين الهنود لدعم الحملات البريطانية في أفغانستان (انظر الحرب الأنغلو-أفغانية الثانية)، والتدابير التضخمية التي رفعت أسعار المواد الغذائية، والصادرات الكبيرة من المحاصيل الأساسية من الهند إلى بريطانيا. (Dutt، 1900 and 1902؛ Srivastava، 1968؛ Sen، 1982؛ Bhatia، 1985.)
هاجم بعض المواطنين البريطانيين، مثل وليام ديغبي، لإصلاحات السياسة والإغاثة من المجاعة، لكن اللورد ليتون، الحاكم البريطاني الحاكم في الهند، عارض هذه التغييرات معتقدا بأنها ستحفز هجرة العمال الهنود. وتشير التقديرات الأولى إلى أن مجاعة البنغال في عام 1770 قد أودت بحياة حوالي 10 ملايين شخص، أي ثلث سكان البنغال في ذلك الوقت. تشمل المجاعات البارزة الأخرى المجاعة الكبرى في 1876-1878، التي مات فيها 6.1 مليون إلى 10.3 مليون شخص والمجاعة الهندية من 1899-1900، التي مات فيها ما بين 1.25 إلى 10 ملايين شخص. وانتهت المجاعات بحلول القرن العشرين باستثناء مجاعة البنغال في عام 1943 مما أسفر عن مقتل ما يقدر بنحو 2.1 مليون بنغل خلال الحرب العالمية الثانية.

#### الشرق الأوسط
يعتقد أن المجاعة الفارسية الكبرى في 1870-1871 تسببت في وفاة 1.5 مليون شخص (20-25% من السكان) في بلاد فارس (إيران الحالية).
في أوائل القرن العشرين، تسبب الحصار العثماني على تصدير المواد الغذائية إلى لبنان في مجاعة قتلت حوالي 450.000 لبناني (حوالي ثلث السكان) حيث نتج الحصار بسبب الانتفاضات في المنطقة السورية بما في ذلك الانتفاضة التي وقعت في ستينيات القرن التاسع عشر والتي أدت إلى مذبحة آلاف اللبنانيين والسوريين من قبل الأتراك العثمانيين والدروز المحليين.

#### فيتنام
حدثت مجاعات مختلفة في فيتنام. تسبب الاحتلال الياباني خلال الحرب العالمية الثانية في المجاعة الفيتنامية عام 1945، والتي تسببت في وفاة مليونين شخص، أو 10% من السكان آنذاك. بعد توحيد البلاد بعد حرب فيتنام، عانت فيتنام من نقص في المواد الغذائية في الثمانينيات، مما دفع العديد من الناس إلى الفرار من البلاد.

#### كوريا الشمالية
ضربت المجاعة كوريا الشمالية في منتصف التسعينيات، بسبب فيضانات غير مسبوقة. تعتمد هذه الدولة الصناعية الحضرية الحارة على استيراد عدد كبير من السلع المدعومة، بما في ذلك الوقود، من الاتحاد السوفيتي وجمهورية الصين الشعبية. عند انهيار الاتحاد السوفييتي وتحول سوق الصين إلى العملة الصعبة، على أساس السعر الكامل، انهار اقتصاد كوريا الشمالية. وتعرض القطاع الزراعي الضعيف لفشل هائل في الفترة 1995-1996، وتوسع إلى مجاعة كاملة بحلول 1996-1999.
تشير التقديرات التي تستند إلى الإحصاء السكاني في كوريا الشمالية إلى أن ما بين 240,000 و420,000 شخص لقوا حتفهم نتيجة للمجاعة وأن هناك 600,000 إلى 850,000 حالة وفاة غير طبيعية في كوريا الشمالية من عام 1993 إلى عام 2008. لم تسترد كوريا الشمالية اكتفائها الذاتي من الغذاء وتعتمد على المساعدات الغذائية الخارجية من الصين واليابان وكوريا الجنوبية وروسيا والولايات المتحدة.
وفقًا لمنظمة الأغذية والزراعة التابعة للأمم المتحدة (الفاو)، تواجه كوريا الشمالية نقصًا حادًا في الحبوب في عام 2017 بعد أن تلاشى محصول البلاد بسبب الجفاف الشديد. وقدرت منظمة الأغذية والزراعة أن الإنتاج في بداية الموسم انخفض بنسبة تزيد على 30 في المائة مقارنة بالإنتاج الزراعي من العام السابق، مما أدى إلى أسوأ مجاعة في البلاد منذ عام 2001.

### المجاعة في أوروبا

#### العصور الوسطى
كانت المجاعة الكبرى في 1315-1317 (أو حتى عام 1322) أول أزمة غذائية كبرى تضرب أوروبا في القرن الرابع عشر. مات الملايين في شمال أوروبا على مدى عدد كبير من السنوات، مما يمثل نهاية واضحة للفترة السابقة من النمو والازدهار خلال القرنين الحادي عشر والثاني عشر. أدى الربيع الرطب والبارد بشكل غير عادي عام 1315 إلى فشل الموسم الزراعي على نطاق واسع، والذي استمر حتى صيف عام 1317 على الأقل؛ ولم تسترد بعض المناطق في أوروبا عافيتها بالكامل حتى عام 1322. كان استجابة معظم النبلاء، والمدن، والولايات بطيئة للأزمة، وعندما أدركوا شدتها، لم يحالفهم النجاح في تأمين الغذاء لشعوبهم. في عام 1315، ارتفع سعر الحبوب في نورفولك إنجلترا، من 5 شلنات / ربع إلى 20 شلن / ربع. كانت فترة تتميز بالمستويات المتطرفة للنشاط الإجرامي، والمرض والوفاة الجماعية، ووأد الأطفال، وأكل لحوم البشر. كما كان له عواقب على الكنيسة والدولة والمجتمع الأوروبي وعلى المصائب المستقبلية في القرن الرابع عشر. كان هناك 95 مجاعة في بريطانيا في العصور الوسطى، و75 أو أكثر في فرنسا في العصور الوسطى. أكثر من 10% من سكان إنجلترا، أو ما لا يقل عن 500.000 شخص، ربما ماتوا خلال مجاعة 1315-1316.
كانت المجاعة حدثًا مزعزعًا ومدمّرًا للغاية. وأدتبالناس إلى اتخاذ تدابير يائسة. عندما أصبحت ندرة الغذاء ظاهرة للفلاحين، كانوا يضحون بالازدهار على المدى الطويل من أجل البقاء على المدى القصير. حيث قاموا بقتل حيوانات الجر، مما أدى إلى انخفاض الإنتاج في السنوات اللاحقة. كما كانوا يأكلون بذرة البذور، ويضحون بمحصول العام المقبل على أمل العثور على المزيد من البذور. وبمجرد استنفاد تلك الوسائل، سينتقلون إلى الطريق بحثا عن الطعام. هاجر الفلاحون إلى المدن التي يرجح فيها أن يبيع تجار من مناطق أخرى طعامهم، لأن المدن تتمتع بقوة شرائية أقوى من المناطق الريفية. كما تدير المدن برامج إغاثة واشترت الحبوب لسكانها حتى يتمكنوا من الحفاظ على النظام. تسبب المهاجرون بحالات من الارتباك واليأس وارتفاع معدل الجريمة حيث لجأ العديد من الفلاحين إلى أعمال اللصوصية من أجل الحصول على ما يكفي من الطعام.
وغالبا ما تؤدي إحدى المجاعات إلى صعوبات في السنوات التالية بسبب نقص مخزون البذور، أو ربما بسبب نقص العمالة المتاحة. تم تفسير المجاعات في كثير من الأحيان على أنها مؤشرات على عضب الله. وحرمان الله نعمه عن شعب الأرض.

#### القرن السادس عشر
خلال القرن الخامس عشر حتى القرن الثامن عشر، تكررت المجاعات في أوروبا بسبب العصر الجليدي الصغير. أدى المناخ الأكثر برودة إلى فشل في الحصاد كما أدى إلى ارتفاع في نظريات المؤامرة فيما يتعلق بالأسباب الكامنة وراء هذه المجاعات، مثل Pacte de Famine في فرنسا.
شهدت التسعينات من القرن التاسع عشر أسوأ المجاعات على مر العصور في جميع أنحاء أوروبا. كانت المجاعة نادرة نسبيا خلال القرن السادس عشر. وقد نما الاقتصاد والسكان بشكل مطرد مع تكاثر سكان الكفاف عندما تكون هناك فترة طويلة من السلام النسبي (معظم الوقت). على الرغم من أن الفلاحين في المناطق ذات الكثافة السكانية العالية، مثل شمال إيطاليا، قد تعلموا زيادة غلة أراضيهم من خلال تقنيات مثل الثقافة المختلطة، إلا أنهم كانوا لا يزالون عرضة للمجاعات، مما أجبرهم على العمل في أراضيهم بشكل أكثر كثافة.
بدأت المجاعة الكبرى في التسعينيات من القرن السادس عشر وتراجعت في أوائل القرن السابع عشر. كان سعر الحبوب، في جميع أنحاء أوروبا عالية. كانت أنواع مختلفة من الناس عرضة لتعاقب المحاصيل السيئة التي وقعت طوال فترة تسعينيات القرن السادس عشر. وكان العدد المتزايد من العمال المأجورين في الريف ضعفاء لأنهم لم يكونوا يحصلوا على طعام خاص بهم، ولم تكن مواردهم الهزيلة كافية لشراء الحبوب الغالية من السنة المحصنة. كما كان عمال المدن معرضين للخطر بسبب عدم كفاية أجورهم لتغطية تكلفة الحبوب، ومما زاد الطين بلة، أنهم تلقوا في كثير من الأحيان مبالغ أقل في سنوات المحاصيل السيئة منذ أن تم إنفاق الدخل المتاح للأثرياء على الحبوب. وكثيراً ما كانت البطالة نتيجة لزيادة أسعار الحبوب، مما يأدى ؤدي إلى تزايد أعداد فقراء الحضر.
تضررت جميع مناطق أوروبا بشدة بسبب المجاعة في هذه الفترات، وخاصة المناطق الريفية. تمكنت هولندا من الهروب من معظم الآثار المدمرة للمجاعة، على الرغم من أن أعوام التسعينات من القرن السادس عشر كانت لا تزال هناك سنوات صعبة هناك. ضمنت تجارة الحبوب في أمستردام مع بحر البلطيق إمدادات غذائية.
القرن 17 الذي شهد فترة من التغيير لمنتجي المواد الغذائية من أوروبا. لقرون كانوا قد عاشوا في المقام الأول على النحو مزارعي الكفاف في النظام الإقطاعي. لديهم التزامات إلى اللورد ليالي، الذي كان سلطانها على حرث الأرض من قبل الفلاحين. رب إقطاعية ستأخذ جزءا من المحاصيل والماشية المنتجة خلال العام. الفلاحين ق عموما حاول التقليل من حجم العمل كان عليهم أن تدخل طور الإنتاج الزراعي والغذائي. لوردات نادرا ما دفعهم لزيادة الإنتاج الغذائي، إلا عندما بدأ السكان في الزيادة، في الوقت الذي الفلاحين من المرجح أن تزيد من إنتاج نفسها. سوف يتم إضافة المزيد من الأراضي لزراعة حتى لم يكن هناك أكثر المتاحة والفلاحين الذين كانوا يجبرون على تناول المزيد من أساليب كثافة اليد العاملة في الإنتاج. ومع ذلك، ما دامت لديها ما يكفي لإطعام أسرهم، فإنهم يفضلون قضاء وقتهم في القيام بأشياء أخرى، مثل جى مطاردة، صيد الأسماك أو الاسترخاء. لم يكن من الضروري أن تنتج أكثر مما يمكن أن تأكل أو تخزين أنفسهم.
خلال القرن 17، استمرارا للاتجاه في القرون السابقة، كانت هناك زيادة في سوق يحركها الزراعة. مزارع ليالي، والأشخاص الذين استأجروا الأرض من أجل تحقيق الربح الخروج من نتاج الأرض، وتوظيف العمل المأجور، وأصبحت شائعة بشكل متزايد، لا سيما في أوروبا الغربية. كان في مصلحتهم لإنتاج أكبر قدر ممكن على أرضهم من أجل بيعها في المناطق التي طالبت بأن المنتج. لأنها تنتج مضمونة فوائض من المحاصيل كل سنة إذا استطاعوا. المزارعين والعمال في دفع المال، وزيادة الاستغلال التجاري للمجتمع الريفي. هذا الطابع التجاري كان لها تأثير عميق على سلوك الفلاحين. المزارعين كانوا يرغبون في زيادة مدخلات العمل في أراضيهم، وليس خفضه كما كان الفلاحون الكفاف.
فلاحو الكفاف كما اضطر نحو متزايد لتسويق أنشطتها بسبب تزايد دإط الضرائب. الضرائب التي يتعين دفعها إلى الحكومات المركزية في المال أجبرت الفلاحين على إنتاج المحاصيل للبيع. في بعض الأحيان لأنها تنتج محاصيل صناعية ثانية، لكنها سوف تجد وسائل لزيادة إنتاجها من أجل تلبية احتياجاتها المعيشية على حد سواء، وكذلك التزاماتهم الضريبية. الفلاحين كما تستخدم هذه الأموال الجديدة لشراء السلع المصنعة. التطورات الزراعية والاجتماعية التي تشجع على زيادة الإنتاج الغذائي قد تحدث بالتدريج طوال القرن السادس عشر، ولكن تم حفزت على نحو أكثر مباشرة من الظروف المعاكسة لإنتاج الغذاء أن أوروبا وجدت نفسها في أوائل القرن السابع عشر—كان هناك اتجاه عام في تبريد الكرة الأرضية درجات الحرارة ابتداء من نهاية بداية القرن السادس عشر.
و1590s شهد أسوأ المجاعات عبر قرون في أوروبا كلها، ما عدا في بعض المناطق، ولا سيما هولندا. المجاعة كانت نادرة نسبيا خلال القرن 16. الاقتصاد وعدد السكان قد نمت باطراد على الكفاف السكان يميلون إلى عندما تكون هناك فترة طويلة من السلام النسبي (معظم الوقت). الفلاحين من السكان الكفاف دائما تقريبا زيادة عندما يكون ذلك ممكنا منذ الفلاحين سوف تسعى إلى توسيع دائرة العمل على النحو أيدي عدد ممكن. على الرغم من الفلاحين في المناطق ذات الكثافة السكانية العالية، مثل شمال إيطاليا، وعلمت لزيادة الغلة من أراضيهم من خلال تقنيات مثل الثقافة لاأخلاقي، كانوا لا يزالون عرضة للغاية المجاعات، وإجبارهم على العمل في أراضيهم بصورة مكثفة أكثر.
المجاعة هو حدوث زعزعة للغاية ومدمرة. احتمال الجوع دفع الناس إلى اتخاذ تدابير يائسة. عندما ندرة الغذاء أصبح واضحا للفلاحين، فإنها تضحية على المدى الطويل من أجل الرخاء للبقاء قصيرة الأمد. انهم سيقتلون والجر الحيوانية ثانية، مما يؤدي إلى خفض الإنتاج في السنوات اللاحقة. انهم يأكلون من بذور الذرة، والتضحية محصول السنة القادمة على أمل أن أكثر البذور يمكن العثور عليها. مرة واحدة تلك الوسائل قد استنفدت، فإنها تأخذ في الطريق بحثا عن الطعام. وقد هاجروا إلى المدن حيث التجار من مناطق أخرى ستكون أكثر عرضة للبيع منتجاتهم الغذائية، كما كانت المدن أقوى من القوة الشرائية لم المناطق الريفية. المدن كما تدار برامج الإغاثة واشترى الحبوب لسكانها حتى يتمكنوا من الحفاظ على النظام. مع الارتباك واليأس من المهاجرين، من شأنه أن الجريمة غالبا ما تتبع لها. لجأت إلى العديد من الفلاحين من قطاع الطرق راي من أجل الحصول على ما يكفي من الطعام.
المجاعة الكبرى في 1590s بدأت فترة المجاعة والتدهور في القرن 17. أسعار الحبوب، في جميع أنحاء أوروبا كانت مرتفعة، كما كان السكان. أنواع مختلفة من الناس كانوا عرضة للخلافة من المحاصيل السيئة التي وقعت في جميع أنحاء 1590s في مناطق مختلفة. العدد المتزايد من العمال المأجورين في الريف معرضة للخطر لانهم ليس لديهم طعام خاصة بهم، وقوتهم الضئيلة لم يكن كافيا لشراء الحبوب مكلفة من المحاصيل السيئة عاما. مدينة العمال كانوا أيضا في خطر بسبب أجورهم لن تكون كافية لتغطية تكلفة من الحبوب، ومما زاد الطين بلة، فإنهم غالبا ما تلقى قدرا أقل من المال في سوء المحاصيل منذ سنوات من الدخل القابل للأثرياء أنفق على الحبوب. في كثير من الأحيان، يكون من شأنه أن البطالة نتيجة للزيادة في أسعار الحبوب، مما أدى إلى التزايد المستمر في عدد الفقراء في المناطق الحضرية.
جميع المجالات من أوروبا تضرر بشدة من جراء المجاعة في هذه الفترات، وخصوصا في المناطق الريفية. هولندا تمكنت من الفرار لأكثر من الآثار الضارة المترتبة على المجاعة، على الرغم من 1590s كانت لا تزال هناك صعوبة سنوات. المجاعة الفعلية لم تحدث، لأمستردام تجارة الحبوب [مع البلطيق] يضمن أنه لن يكون دائما شيئا للأكل في هولندا، على الرغم من أن الجوع كان سائدا.
هولندا قد الزراعة معظم تجاريا في كل من أوروبا في هذا الوقت، وتزايد العديد من المحاصيل الصناعية، مثل الكتان، القنب، والقفزات. الزراعة المتخصصة أصبحت بشكل متزايد وفعال. نتيجة لذلك، والإنتاجية وزيادة الثروة، والسماح لهولندا للحفاظ على الإمدادات الغذائية مطرد. من 1620s، كان الاقتصاد أكثر البلدان المتقدمة، ولذلك فان البلاد كانت قادرة على تجنب الصعوبات في تلك الفترة من المجاعة بمزيد من الإفلات من العقاب.
السنوات حوالي 1620 شهدت فترة أخرى من المجاعات تجتاح أوروبا. هذه المجاعات كانت عموما أقل شدة من المجاعات من خمسة وعشرين عاما في وقت سابق، لكنهم كانوا مع ذلك خطيرة جدا في كثير من المجالات. ولعل أسوأ مجاعة منذ عام 1600، المجاعة الكبرى في فنلندا في عام 1696، قتل ثلث السكان.  بي دي إف  (589 سابقة ثنائية)
وشهدت الفترة من 1740-43 الشتاء قارسة البرودة والجفاف في الصيف والتي أدت إلى المجاعة في أنحاء أوروبا مما أدى إلى ارتفاع كبير في معدل الوفيات. (استشهد في ديفيز، في وقت متأخر محرقات الفيكتوري، 281)
والمجاعة الكبرى، التي استمرت من 1770 حتى 1771، قتل 12% من الأراضي التشيكية 'السكان، وتصل إلى 500,000 نسمة، والأرياف تطرفا مما يؤدي إلى انتفاضات الفلاحين.
ومن المجالات الأخرى من أوروبا أن يكون على علم المجاعات أكثر من ذلك بكثير في الآونة الأخيرة. فرنسا شهدت المجاعات منذ وقت قريب في القرن التاسع عشر. ما زال شبح المجاعة وقعت في شرق أوروبا خلال القرن 20.

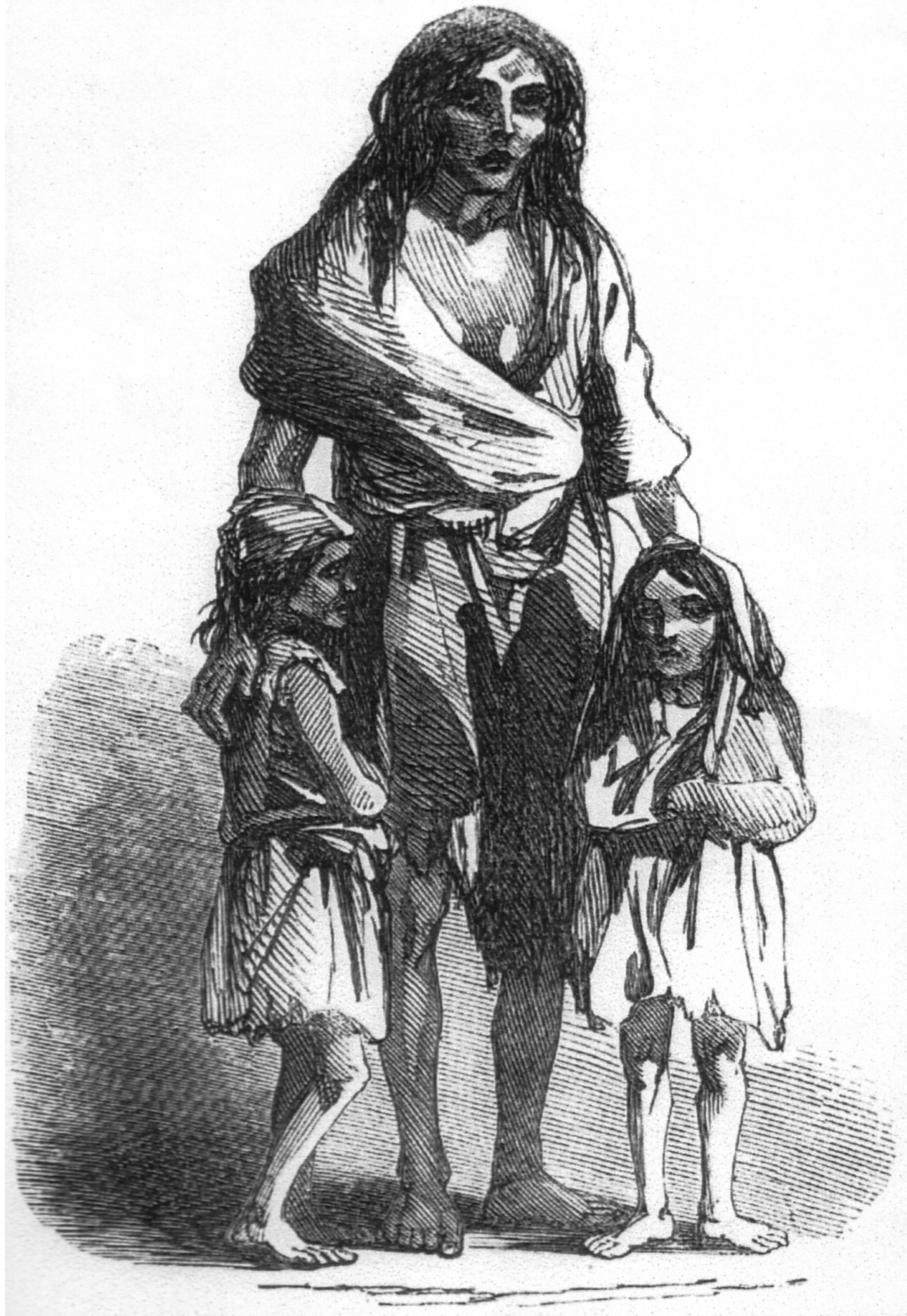
تصوير لضحايا المجاعة الكبرى في أيرلندا، 1845-1849

تواتر المجاعة يمكن أن تختلف مع التغيرات المناخية. على سبيل المثال، خلال العصر الجليدي الصغير من القرن 15 إلى القرن 18، المجاعات الأوروبي نمت على نحو أكثر تواترا مما كانت عليه خلال القرون الماضية.
وبسبب تواتر المجاعة في كثير من المجتمعات، ومنذ فترة طويلة مصدر قلق كبير من الحكومات والسلطات الأخرى. أوروبا في مرحلة ما قبل الصناعية، ومنع المجاعة، وضمان الامدادات الغذائية في الوقت المناسب، كان واحدا من الاهتمامات الرئيسية للعديد من الحكومات، التي تستخدم أدوات مختلفة للتخفيف من المجاعات، بما في ذلك الرقابة على الأسعار، وشراء مخزون من المواد الغذائية من المناطق الأخرى، وتقنين وتنظيم الإنتاج. كانت معظم الحكومات المعنية من المجاعة بسبب انها قد تؤدي إلى ثورة وغيرها من أشكال الاضطراب الاجتماعي.
المجاعة عاد إلى هولندا خلال الحرب العالمية الثانية في ما كان يعرف باسم Hongerwinter. كانت المجاعة الماضي في أوروبا، والتي ما يقرب من 30,000 شخصا ماتوا من الجوع. بعض المناطق الأخرى في أوروبا كما شهدت مجاعة في نفس الوقت.

#### إسبانيا
مات حوالي 200,000 شخص من الجوع في إسبانيا خلال فترة ما بعد الحرب الأهلية الإسبانية، أي بين 1939 و1945. أظهرت دراسة سنة 1941 أن الإسبان حصل بالمتوسط على 66% فقط من السعرات الحرارية الضرورية. كان الوضع في إسبانيا أسوأ بكثير مما كان عليه في فرنسا أو هولندا المحتلة من النازيين، حتى خلال المجاعة الهولندية سيئة السمعة لسنة 1944، عندما قتل النازيون 30,000 هولندي وهي نسبة قليلة من السكان.
لم تكن المجاعة نتاج الحرب الأهلية، ولا مقاطعة إسبانيا من قبل دول أخرى. ولكن لها جذورها في سياسة الاكتفاء الذاتي غير الناجحة التي اختارتها حكومة فرانكو. علاوة على ذلك قام المسؤولين المحليين والزعماء المحليون بتشويه نظام التقنين الغذائي. وقد أخفى نظام فرانكو وجود هذه المجاعة، ولا يعرف إلا القليل عنها في إسبانيا.

#### إيطاليا
فشل موسم الحصاد كانت مدمرة بالنسبة للاقتصاد الإيطالي الشمالية. اقتصاد المنطقة قد تعافى بشكل جيد من المجاعات السابقة، ولكن المجاعات 1618 حتي 1621 بسبب تزامن فترة الحرب في المنطقة. الاقتصاد لم ينتعش بالكامل لعدة قرون. كانت هناك مجاعات خطيرة في وقت متأخر من تلك 1640s وأقل حدة في 1670s في جميع أنحاء شمال إيطاليا.

#### إنجلترا
انكلترا من 1536 بدأ التشريع الفقيرة القوانين التي وضعت مسؤولية قانونية على الأغنياء، وعلى مستوى الرعية، للحفاظ على الفقراء من أن الرعية. الزراعة الإنكليزية تخلفت عن هولندا، ولكن بحلول 1650 كان تجاريا والصناعة الزراعية على نطاق واسع. السلام في اللحظة الأخيرة المجاعة في انكلترا كانت في 1623-24. لا تزال هناك فترات من الجوع، كما هو الحال في هولندا، ولكن لم يكن هناك مزيد من المجاعات على هذا النحو. ارتفاع مستويات السكان واصلت ضغطا على الأمن الغذائي، وعلى الرغم من البطاطس أهمية متزايدة في النظام الغذائي للفقراء. على التوازن، والبطاطا وزيادة الأمن الغذائي في انكلترا حيث أبدا استبدال الخبز كغذاء للفقراء. الظروف المناخية لم تكن في نفس الوقت من المحتمل أن تكون كارثية على كل من محاصيل القمح والبطاطا.

#### أيسلندا
في عام 1783 لاكي بركان في جنوب آيسلندا المركزية اندلعت. الحمم البركانية تسببت قليل الضرر المباشر، ولكن ثاني أكسيد الكبريت والرماد اخرج في معظم أنحاء البلاد، مما تسبب في ثلاثة أرباع الماشية في الجزيرة إلى الفناء. في أعقاب المجاعة، حوالي عشرة آلاف شخص واحد على خمس سكان آيسلندا. [اسيموف، 1984، 152-153]
أيسلندا كما اصيبت من جراء مجاعة البطاطا بين 1862 و1864. أقل شهرة من مجاعة البطاطا الإيرلندية، كان السبب في الأيسلندية مجاعة البطاطا من المحنة نفسها التي اجتاحت معظم أوروبا خلال 1840s. حوالي 5 في المئة من عدد سكان آيسلندا لقوا مصرعهم خلال المجاعة التي أدت اللي وقوع خليفة في حب مشاعل.

#### فنلندا
وعانت البلاد من مجاعات حادة، ومن 1696-1697 التي ربما يكون قد قتل من ثلث السكان. والمجاعة الفنلندية من 1866-1868 إلى مقتل 15% من السكان.

#### أيرلندا
مجاعة أيرلندا الكبرى في أيرلندا، 1845-1849، وكان في أي جزء صغير نتيجة لسياسات الحكومة المحافظين اليمينية في المملكة المتحدة بموجب اللورد راسل خلاف ما حدث في بريطانيا، والأرض في أيرلندا كانت مملوكة في معظمها من قبل الانجليكانية السكان المنحدرين من أصل اللغة الإنجليزية، الذي لم يحدد ثقافيا أو عرقيا مع الشعب الأيرلندي. الملاك والمعروفة باسم الأنجلو الأيرلندية. كما يشعر بأي ندم ملاك الأراضي لاستخدام نفوذهم السياسي لمساعدة المستأجرين، والحكومة البريطانية 'ق ردا مناسبا لأزمة الغذاء في أيرلندا كان ترك الأمر لقوى السوق وحدها أن تقرر. وصارمة على السوق الحرة النهج، وبمساعدة من الجيش البريطاني حراسة الموانئ ومستودعات المواد الغذائية من الحشود يتضورون جوعا، وضمان استمرار صادرات المواد الغذائية كما كان من قبل، بل وزادت خلال الفترة من المجاعة. وكان الأثر الفوري 1,000,000 القتلى وآخر من اللاجئين 1,000,000 الفارين إلى بريطانيا وأستراليا والولايات المتحدة. بعد مرور المجاعة، والعقم الناجم عن المجاعة والأمراض والهجرة التي أحياها المالك اقتصاد تديره يجري تقويض ذلك بدقة، مما جعل السكان يعيشون على الدخول في 100 - الانخفاض العام. لم يكن حتى 1970s (بعد نصف قرن من معظم أصبحت أيرلندا المستقلة) أن سكان أيرلندا، ثم في نصف ما كان عليه قبل المجاعة، وبدأت في الارتفاع من جديد. هذه الفترة من انخفاض عدد السكان الأيرلندية بعد المجاعة كان في وقت كانت فيه أوروبا إلى تضاعف عدد السكان والسكان الإنكليزية زاد أربعة أضعاف. هذا غادر البلاد بشدة القليلة السكان. واستمر انخفاض عدد السكان في أجزاء من البلاد الأكثر تضررا من المجاعة (على الساحل الغربي) حتى 1990s—150 بعد سنوات من المجاعة والحكومة البريطانية 'ق دعه يعمل السياسة الاقتصادية. أمام الجوع، وأيرلندا كان عدد سكان أكثر من نصف انكلترا 's. اليوم، فإنه هو الثامن. سكان أيرلندا هو 6 ملايين لكن هناك أكثر من 80 مليون شخص من أصل الايرلندى خارج أيرلندا. هذا هو أربعة عشر أضعاف سكان أيرلندا.

#### روسيا والاتحاد السوفياتي
موجات الجفاف والمجاعات في الإمبراطورية الروسية من المعروف أن يكون قد حدث كل 10 سنوات إلى 13، مع الجفاف يحدث كل سنة في المتوسط من 5 إلى 7. المجاعات المستمرة في العصر السوفياتي، والأكثر شهرة هي المجاعة في أنحاء مختلفة من البلاد، وخصوصا نهر الفولغا، والأوكرانية وشمال كازاخستان الاشتراكية السوفياتية من خلال شتاء 1932-1933. المجاعة الكبرى الأخيرة في الاتحاد السوفياتي حدث في عام 1947 بسبب الجفاف الشديد.
872 يوما من حصار لينينغراد (1941-1944) لم يسبق لها مثيل بسبب المجاعة في منطقة لينينغراد خلال تعطيل المرافق والمياه والطاقة والامدادات الغذائية. هذا أدى إلى وفاة حوالي مليون شخص.

#### 2007-2008 أزمة أسعار الغذاء العالمية
شهد عامي 2007-2008 تغيرات دراماتيكية أدت لارتفاع الأسعار العالمية للغذاء، وذلك جزء من الأزمة العالمية، حيث تسببت بعدم الاستقرار السياسي والاقتصادي والاضطرابات الاجتماعية في الدول الفقيرة والمتقدمة على حد سواء.
الأسباب الجهازية لنقص في الأغذية في جميع أنحاء العالم والزيادة في الأسعار ترتبط الزيادة السكانية مجتمعة مع استنفاد موارد التربة والمياه الجوفية في بعض المجالات الرئيسية، مثل إنتاج العالم من سهل شمال الصين. الأسباب الأولية لأواخر عام 2006 إلى ارتفاع الأسعار في غير أوانه وشملت الجفاف في الدول المنتجة للحبوب وارتفاع أسعار النفط. زيادة أسعار النفط زاد من تكاليف الأسمدة ونقل الأغذية والزراعة الصناعية. وهناك أسباب أخرى قد تكون زيادة استخدام الوقود الحيوي ليالي في البلدان المتقدمة (انظر أيضا الغذاء مقابل الوقود)،، وازدياد الطلب على اتباع نظام غذائي أكثر تنوعا (خصوصا لحوم) في جميع أنحاء الشرق توسيع فئة من السكان آسيا. هذه العوامل، إلى جانب تراجع المخزونات الغذائية العالمية، أسهمت كلها في جميع أنحاء العالم إلى الارتفاع الهائل في أسعار المواد الغذائية. أسباب طويلة الأمد لا تزال موضع جدل. ويمكن أن تشمل هذه التغييرات الهيكلية في مجالات التجارة والإنتاج الزراعي، ودعم الأسعار والإعانات الزراعية في الدول المتقدمة، والتسريب من السلع الغذائية في الأطعمة ذات المدخلات العالية والوقود، والمضاربة في سوق السلع الأساسية، وتغير المناخ.

### أمريكا اللاتينية
غالبًا ما تعامل الأمريكيون ما قبل الكولومبي مع النقص الحاد في الغذاء والمجاعات. تزامن الجفاف المستمر حوالي 850 م مع انهيار حضارة المايا الكلاسيكية، ومجاعة الأرنب الواحد (1454 م) كانت كارثة كبرى في المكسيك.
تسبب الجفاف الكبير غراندي سيكا في البرازيل 1877-1878، وهو الأسوأ في تاريخ البرازيل، في وفاة ما يقرب من نصف مليون. كذلك واحد من عام 1915 كان مدمرًا أيضًا.

## أسباب المجاعة

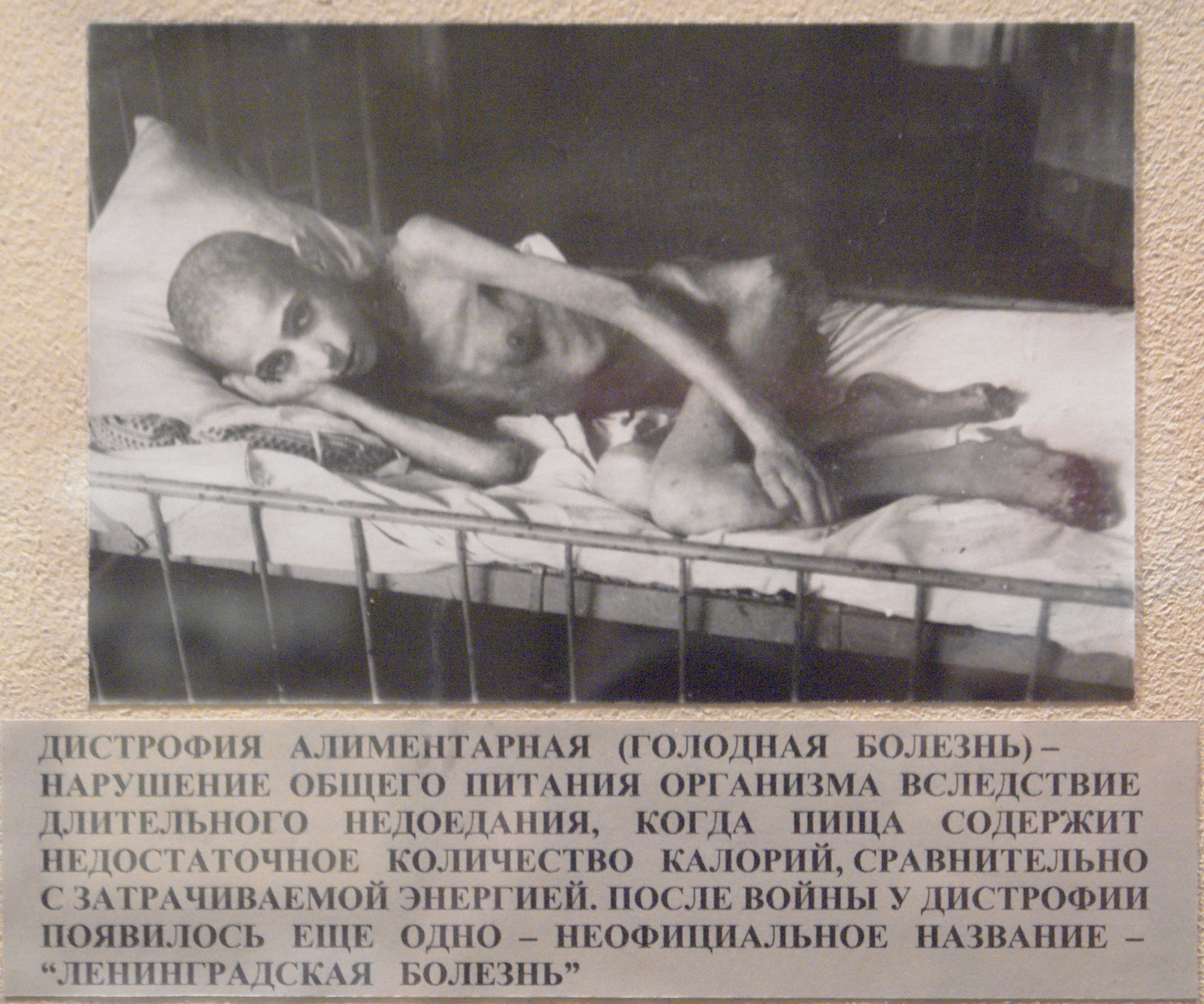
ألف ضحية المجاعة في لينينغراد المحاصرة يعانون من الحثل في عام 1941.

المجاعة الناجمة عن الزيادة السكانية النسبية المتاحة لتوريد المواد الغذائية، وقد يكون بفعل التقلبات المناخية الطبيعية وبفعل ظروف سياسية متطرفة مثل حكومة مستبدة أو الحرب. واحدة من أكبر المجاعات التاريخية (النسبي للسكان المتضررين) كانت مجاعة أيرلندا الكبرى في أيرلندا، والتي بدأت في عام 1845 والذي وقع بينما كانت المواد الغذائية التي يتم شحنها من أيرلندا إلى انكلترا بسبب الإنكليزية فقط يمكن أن تحمل لدار walid أعلى. في حالات معينة، مثل القفزة الكبرى إلى الامام (والمجاعة أكبر من حيث القيمة المطلقة)، كوريا الشمالية في منتصف 1990s، أو زيمبابوي في وقت مبكر - 2000s، يمكن أن يكون سبب المجاعة كنتيجة غير مقصودة لسياسة الحكومة. مالاوي أنهت ال2000 مجاعة من خلال دعم مزارعيها ضد قيود من البنك الدولي. خلال عام 1973 Wollo المجاعة في إثيوبيا الجزائر، والغذاء كان يجري شحنه من Wollo إلى العاصمة أديس أبابا حيث يمكن أن أسعارها أعلى. في المقابل، في الوقت نفسه إلى أن المواطنين من الدكتاتورية ليالي من إثيوبيا والسودان قد مجاعات واسعة النطاق في أواخر 1970s - 1980s والمبكر، والديمقراطيات من بوتسوانا وزيمبابوي تجنب لهم، على الرغم من وجود قطرات سوءا في الإنتاج الغذائي الوطني. لم يكن هذا ممكنا من خلال خلق فرص عمل قصيرة الأجل للأسوأ الفئات المتضررة، وبالتالي ضمان وجود حد أدنى من الدخل لشراء المواد الغذائية، لمدة التعطيل مترجمة الغذاء واتخذ لانتقادات من أحزاب المعارضة السياسية والتغطية الاعلامية المكثفة. في حالات أخرى، مثل الصومال، والمجاعة، هو نتيجة لفشل الدولة والصومال التي كانت من أكبر المجاعات التي مرت على العالم فقد انقطعت الموارد ومات الالاف من الأطفال. غير أن أكثر أسباب المجاعات شيوعا الحروب التي تنشب هنا وهناك وتؤثر على توزيع المحاصيل والمواد الغذائية جراء اللجوء لأساليب الحصار والإغلاق وتدمير طرق النقل والشاحنات.
ومما يفاقم المجاعات ويزيد من وتيرتها سوء إدارة الحكم، وانعدام الأمن، والافتقار إلى البنى التحتية الضرورية، والتعليم الجيد. ويوجز البعض العوامل الأخرى التي تسبب المجاعة في الفقر، والبنية التحتية الاجتماعية غير الملائمة، ونظام الحكم الضعيف.
وكثير من المجاعات الناجمة عن خلل في إنتاج الأغذية بالمقارنة مع أعداد كبيرة من السكان في البلدان التي يزيد عدد سكانها على الإقليمي القدرة على التحمل. تاريخيا، والمجاعات، وقعت من المشاكل الزراعية مثل الجفاف وفشل المحاصيل، أو الأوبئة. تغير أنماط الطقس، وعدم فعالية الحكومات في العصور الوسطى في التعامل مع الأزمات والحروب، والأمراض الوبائية مثل الطاعون الأسود ساعد على قضية مئات من المجاعات في أوروبا خلال العصور الوسطى، بما في ذلك 95 في بريطانيا و75 في فرنسا. في فرنسا، وخفضت من مائة سنة 'الحرب وفشل المحاصيل والأوبئة السكان بنسبة الثلثين. فشل موسم الحصاد، أو التغير في الظروف، مثل الجفاف، يمكن أن تخلق وضعا تكون فيه أعداد كبيرة من الناس يعيشون فيها القدرة الاستيعابية للأرض بشكل مؤقت انخفض بشكل جذري. المجاعة كثيرا ما يرتبط زراعة الكفاف، وهذا هو، حيث ان معظم الزراعة انه يهدف إلى إنتاج الطاقة الغذائية يكفي للبقاء على قيد الحياة. الغياب التام لقطاع الزراعة في منطقة قوية اقتصاديا لا يسبب المجاعة؛ أريزونا وغيرها من المناطق الغنية استيراد الغالبية العظمى من غذائهم، ومنذ تلك المناطق تنتج ما يكفي من السلع الاقتصادية للتجارة. الكوارث، سواء كانت طبيعية أو من صنع الإنسان، وقد ارتبطت ظروف المجاعة منذ بشرية تم حفظ السجلات المكتوبة. والتوراة تصف كيف أن «سبع سنوات عجاف» استهلكت على مدى السنوات السبع من الدهون، و«غزوات الجراد ليالي» يمكن أن تأكل كل من المواد الغذائية المتوفرة. الحرب، وعلى وجه الخصوص، كان مرتبطا به المجاعة، وبخاصة في تلك الأوقات والأماكن التي الحرب شملت هجمات على الأرض، عن طريق الحرق أو التمليح الحقول، أو على أولئك الذين حرثوا التربة.

### خطر المجاعة في المستقبل
تدهورت حوالي 40% من الأراضي الزراعية في العالم تدهورا خطيرا. وفي أفريقيا، إذا استمرت الاتجاهات الحالية لتآكل التربة ستكون القارة قادرة فقط على سد احتياجات 25% من السكان بحلول عام 2025 وفقا للأمم المتحدة / معهد الموارد الطبيعية في أفريقيا بغانا. اعتبارا من أواخر عام 2007، زاد استخدام الزراعة في الوقود الحيوي، مما أدى إلى ارتفاع أسعار الحبوب المستخدمة في علف الدواجن ومنتجات الألبان من الأبقار والمواشي الأخرى، مما تسبب في ارتفاع أسعار القمح (بزيادة 58%)، وفول الصويا (32%)، والذرة (بزيادة 11%) خلال العام. المواد الغذائية أعمال شغب حدثت مؤخرا في العديد من البلدان في جميع أنحاء العالم. على الوباء من في بداية القرن 20، الأسمدة النيتروجينية ثانية، مبيدات الحشرات الجديدة، زراعة الصحراء، وغيرها من التكنولوجيات الزراعية بدأ استخدامها لمكافحة المجاعة. بين عامي 1950 و1984، كما أن الثورة الخضراء تتأثر الزراعة، ارتفع إنتاج الحبوب في العالم بنسبة 250%، ولكن الكثير من هذه الزيادة غير مستدامة. هذه التكنولوجيات الزراعية عملت مؤقتا على زيادة المحاصيل الزراعية، ولكن هناك بوادر في وقت مبكر عام 1995 أن الأمر لا يقتصر على هذه التكنولوجيات لتقديم المساعدة، لكنها قد تساهم الآن في تدهور الأراضي الصالحة للزراعة (استمرار مثل المبيدات الحشرية مما أدى إلى تلوث التربة وانخفاض المساحة المتاحة للزراعة). مشاركة الدول المتقدمة هذه التقنيات مع الدول النامية لحل مشكلة المجاعة، ولكن هناك حدودا أخلاقية لدفع مثل هذه التكنولوجيات على أقل البلدان نموا. في أي حال، فإن هذه التطورات التكنولوجية لا تكون مؤثرة في تلك المجاعات التي هي نتيجة للحرب. لا سيما تلك الناجمة عن التدخل السياسي. ومن المرجح جدا أن تعجل هذه الأزمة الزراعية في وقت أقرب بكثير مما كان متوقعا. الجيولوجي دايل الن بفايفر يدعي أن العقود القادمة قد تشهد تصاعد أسعار المواد الغذائية دون الإغاثة والتجويع ضخمة على مستوى عالمي مثل لم تعرف من قبل. العجز في المياه وهبوط مناسيب المياه الجوفية في العديد من البلدان (بما في ذلك شمال الصين، والولايات المتحدة، والهند) على نطاق واسع بسبب الإفراط في استخدام وقود الديزل القوية والمضخات الكهربائية. البلدان المتضررة الأخرى تشمل باكستان، إيران، والمكسيك. هذا سيؤدي في النهاية إلى ندرة المياه والتخفيضات في محصول الحبوب. حتى مع الضخ الجائر من طبقات المياه الجوفية، «النقص العالمى في المياه قد يؤدي إلى نقص في الغذاء واستنفاد طبقة المياه الجوفية»، ليستر براون ر.</ref> وفقا لتقرير للامم المتحدة المناخ، يمكن أن تختفي الأنهار الجليدية في جبال الهيمالايا التي هي مصادر المياه الرئيسية في الموسم الجاف في آسيا 'ق أكبر أنهار -- الجانج، الهندوس، براهمابوترا، يانجتسي، ميكونج، سالوين والأصفر— بحلول عام 2035 فيما ترتفع درجات الحرارة وارتفاع الطلب من قبل الإنسان. ما يقرب من 2.4 مليار شخص يعيشون في حوض تصريف الأنهار الواقعة على جبال الهيمالايا. الهند، الصين، باكستان، أفغانستان، بنغلاديش، نيبال وميانمار قد تعاني من فيضانات تليها الجفاف الشديد ليالي في العقود القادمة. في الهند وحدها، الجانج، توفر المياه لأغراض الشرب والزراعة لأكثر من 500 مليون شخص.

## تأثير الإعلان الرسمي عن المجاعة
الإعلان الرسمي عن المجاعة يمكن أن يلعب دور كبير في استجابة الدول والوكالات الرسمية و الإنسانية وغيرها، التي يمكنها المساعدة وتقديم الدعم الغذائي والمالي. وعادةً ماتقوم هذه الوكالات بتقديم المساعدة قبل إعلان المجاعة من أجل تجنب أسوأ النتائج.

## آثار المجاعة

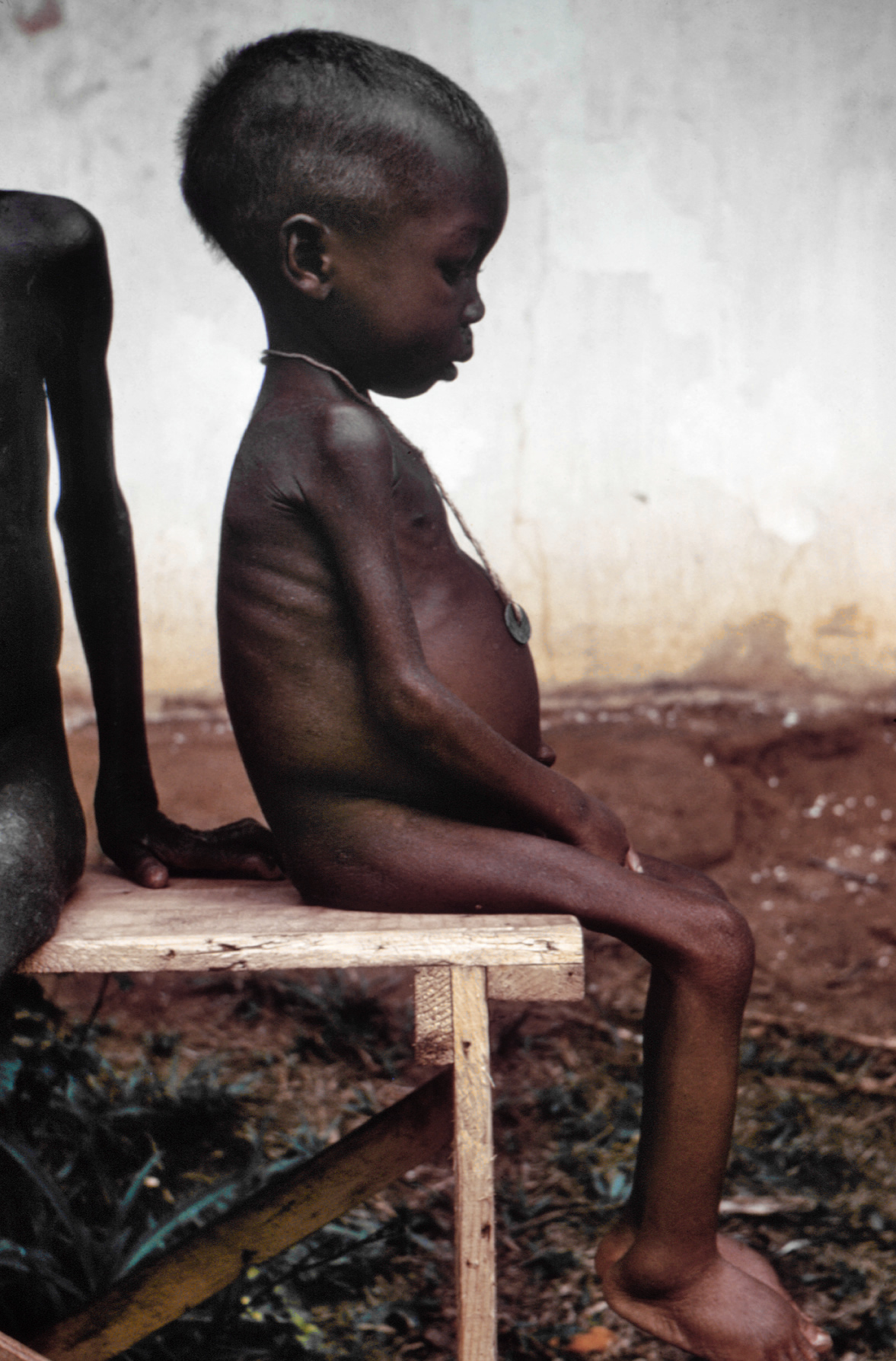
طفلة تعاني من سوء التغذية في نيجيريا نتيجة الحرب الأهلية النيجيرية

تتركز التأثيرات الديموغرافية الحادة للمجاعات في الوفيات بين الأطفال والمسنين. والواقع الديموغرافي المسجل هو أن يتجاوز معدل وفيات الذكور الإناث. وحتى في الشعوب (مثل شمال الهند وباكستان) التي يتميز فيها الذكور في الأحوال العادية بميزة طول العمر. تتمتع الإناث بمرونة صحية تحت ضغط من سوء التغذية. وحقيقة أن النساء هن أكثر مهارة في جمع وتجهيز الأغذية البرية وغيرها أثناء حدوث المجاعة. كما يرافق المجاعة انخفاض في معدل الخصوبة. بالتالي في المجاعات تكون النساء أقل تضررا بالمقارنة مع الفئات الأخرى من أطفال ورجال. وبعد انتهاء فترات المجاعة كثيرا ما يحدث انتعاش لزيادة الولادات. على الرغم من أن نظريات توماس مالتوس التي تتنبأ بأن المجاعات تعمل على تقليل حجم السكان بما يتناسب مع الموارد الغذائية المتاحة. في الواقع حتى في أشد المجاعات نادرا ما تراجع معدل النمو السكاني لأكثر من بضع سنوات. حدث ذلك في وفيات في الصين في عام 1958-61، والبنغال في عام 1943، وإثيوبيا في عام 1983-85. ومن أكبر الأثار طويلة الأجل على التكوين السكاني لبلد معين هو الهجرة : أيرلندا كانت أساسا خالية من السكان بعد المجاعات 1840s بسبب موجات من الهجرة.

## مستويات انعدام الأمن الغذائي
هناك طرق مختلفة لتصنيف والتدرج في الأمن الغذائي وهكذا فقد تم استخدامها من أجل تخصيص أكفأ الإغاثة الغذائية. واحد من أقرب وكانت المجاعة الهندي رموز التي وضعتها بريطانيا في 1880s. رموز المدرجة على ثلاث مراحل من انعدام الأمن الغذائي : القريبة من الندرة، وندرة والمجاعة، وكان لها تأثير كبير في خلق تحذير مبكر للمجاعات القادمة ووسيلة للقياس. نظام الإنذار المبكر لرصد النمو في المنطقة التي يسكنها الناس توركانا في كينيا الشمالية أيضا على ثلاثة مستويات، ولكن الروابط كل مرحلة إلى مرحلة ما قبل الاستجابة المخططة للتخفيف من حدة الأزمة والحيلولة دون تدهور.
تجارب منظمات الإغاثة من المجاعة في جميع أنحاء العالم على مدى 1980s و1990s أدى إلى ما لا يقل عن تطورين رئيسيين : سبل كسب العيش «نهج» وزيادة استخدام مؤشرات التغذية لتحديد مدى خطورة هذه الأزمة. يحاول الأفراد والجماعات في المواقف العصيبة تقنين استهلاك الغذاء، وايجاد وسائل بديلة، وما إلى ذلك قبل اتخاذ تدابير يائسة، مثل بيع قطع من الأراضي الزراعية. عند استنفاد كل وسائل الدعم الذاتي، ويبدأ السكان المتضررين إلى الهجرة بحثا عن الغذاء أو يقعون ضحية ا|لمجاعة. ينبغي النظر إلى المجاعة جزئيا كظاهرة اجتماعية، أما الدرس الثاني المستخلص هو استخدام التقييمات التغذوية المبكرة، ولا سيما الأطفال، لإعطاء مقياس كمي للمجاعة وشدة.
منذ عام 2003، العديد من أهم منظمات الإغاثة من المجاعة، مثل برنامج الغذاء العالمي والوكالة الأمريكية للتنمية الدولية اعتمدت مقياس من خمس مستويات لقياس الشدة ومقدار المجاعة. مقياس الشدة يقيس سبل العيش ومعدلات الوفيات وسوء التغذية لدى الأطفال لتصنيف الحالة إلى أمن غذائي، أو انعدام الأمن الغذائي، أوأزمة غذاء أو مجاعة أو مجاعة شديدة أومجاعة قصوى. عدد الوفيات يحدد مقدار المجاعة، حيث تسمى مجاعة صغى في حال وقوع أقل من 1000 حالة وفاة ومجاعة «كارثية» في حال وفاة أكثر من 1,000,000.

## مكافحة المجاعة

### منع المجاعة
دعم المزارعين في مجالات ليالي لانعدام الأمن الغذائي، من خلال تدابير مثل مجانا أو بأسعار مدعومة الأسمدة ليالي والمصنفة ثانية، ويزيد من الحصاد الغذائي وخفض أسعار المواد الغذائية. والبنك الدولي وبعض الدول الغنية الدول الصحافة التي تعتمد عليها للحصول على مساعدات لخفض أو إلغاء إعانات المدخلات الزراعية مثل الأسمدة، في اسم سياسات السوق الحرة حتى مع الولايات المتحدة وأوروبا على نطاق واسع المدعومة مزارعيها. الكثير، إن لم يكن أكثر، من المزارعين الذين هم فقراء جدا على تحمل أسعار الأسمدة في السوق. على سبيل المثال، في حالة ملاوي، ما يقرب من خمسة ملايين من 13 مليون شخص في حاجة إلى استخدام المعونة الغذائية الطارئة. ومع ذلك، وبعد تغير الحكومة سياستها والإعانات لاستخدام الأسمدة والبذور وأدخلت، أنتج المزارعون قياسية حصاد الذرة في 2006 و2007 كما قفز الإنتاج إلى 3.4 مليون في 2007 من 1.2 مليون في 2005. هذا خفضت أسعار المواد الغذائية وزيادة الأجور لعمال المزارع. ملاوي أصبحت مصدرا رئيسيا للغذاء، وبيع المزيد من الذرة لبرنامج الغذاء العالمي والأمم المتحدة من أي بلد آخر في جنوب أفريقيا. أنصار لمساعدة المزارعين ويشمل الاقتصادي جيفري ساكس، الذي دافع عن فكرة أن الدول الغنية يجب أن يستثمر في الأسمدة والبذور للمزارعين في أفريقيا.

### الإغاثة من المجاعة
هناك إدراك متزايد بين جماعات الإغاثة ان إعطاء المساعدة النقدية أو القسائم بدلا من الغذاء هو أرخص وأسرع وأكثر كفاءة لتقديم المساعدة للجياع، ولا سيما في المناطق حيث يتوفر الطعام ولكن لا يمكن تحمل نفقاته. في تأييد واسع لهذا النهج، فإن الأمم المتحدة و برنامج الغذاء العالمي، والمنظمات غير الحكومية، أكبر موزع للغذاء، أعلنت أنها ستبدأ توزيع قسائم نقدية بدلا من المواد الغذائية في بعض المناطق. جوزيت شيران، المديرة التنفيذية لبرنامج الأغذية العالمي، وصف الخطة بأنها «ثورة» في مجال المعونة الغذائية. والأيرلندية وكالة المعونة كونسيرن يتم تجريب هذا الأسلوب من خلال مشغل للهاتف المحمول، سفاريكوم، التي تدير برنامج تحويل الأموال النقدية التي تسمح ليتم إرسالها من جزء واحد من بلد إلى آخر. قلق تبرعت أكثر من 30,000 دولار لتوزيعها عبر الهاتف المحمول لبعض كينيا ' لأفقر الناس حتى يتمكنوا من شراء المواد الغذائية المحلية.
ومع ذلك، للناس في الجفاف الذين يعيشون بعيدا عنه ومع محدودية فرص الوصول إلى الأسواق، قد يكون توصيل المواد الغذائية وأنسب طريقة للمساعدة. في كتابه عن المجاعة، وذكر فريد كوني ان «فرص إنقاذ الأرواح في البداية لعملية الإغاثة وتقلص إلى حد كبير حين تكون المواد الغذائية المستوردة. بحلول الوقت الذي يصل في البلاد، ويحصل للناس، وسيكون العديد من لقوا حتفهم.»—أندرو ناتسيوس (مدير الوكالة الأميركية للتنمية الدولية). قانون الولايات المتحدة، الأمر الذي يتطلب شراء مواد غذائية في المنزل بدلا من الجياع يعيشون فيها، هي غير فعالة بسبب ما يقرب من نصف ما يتم إنفاقه يذهب للنقل. فريد كوني كذلك اشار إلى «دراسات في كل من المجاعة التي أجريت مؤخرا أظهرت أن الغذاء هو متاح في البلد -- وإن لم يكن دائما على الفور في منطقة تعاني من العجز الغذائي» و«على الرغم من المعايير المحلية والأسعار مرتفعة جدا بالنسبة للفقراء لشرائه، انها عادة ما تكون أرخص لإحدى الجهات المانحة لشراء طعام خزن في تضخم الأسعار بدلآ من استيراده من الخارج». من مذكرة إلى النائب السابق ستيف سولارز (الولايات المتحدة والحزب الديمقراطي، نيويورك) -- تموز / يوليو 1994. إثيوبيا تم الرائد البرنامج الذي أصبح الآن جزءا من البنك الدولي وصفة وصفه لمواجهة أزمة غذائية، وكان قد شوهد من قبل منظمات المعونة بوصفه نموذجا لأفضل السبل لمساعدة الدول الجياع. من خلال الرئيسي في البلاد برنامج المساعدات الغذائية، وبرنامج شبكة الأمان الإنتاجية، وإثيوبيا قد تم إعطاء سكان الريف الذين يعانون من نقص شديد في الغذاء، وفرصة للعمل من أجل الغذاء أو نقدية. وعلاوة على ذلك، ومنظمات المعونة الأجنبية مثل برنامج الغذاء العالمي وبعد ذلك قادرين على شراء المواد الغذائية محليا من مناطق الفائض إلى توزيعها في المناطق التي تعاني من نقص في المواد الغذائية.

## الروابط الخارجية
- الأمم المتحدة برنامج الأغذية العالمي لمكافحة الجوع في تخفيف الفقر والمجاعة
- الدولي لبحوث السياسات الغذائية الحلول المستدامة من أجل القضاء على الجوع
- في العمق : أزمة الغذاء في أفريقيا، بي بي سي نيوز
- Fighting Hunger and poverty in Ethiopia (Geopolicity) بي دي إف  (1.48 مبيبايت) (بيتر Middlebrook)
- الإفراط في الزراعية الأفريقية الأرض هي تفاقم أزمة الجوع -- نيويورك تايمز
- بلوق وحول أزمة نقص المواد الغذائية القادمة